# Crash Bandicoot 2: Cortex kontratakuje
Crash Bandicoot 2: Cortex kontratakuje (ang. Crash Bandicoot 2: Cortex Strikes Back) – druga gra z serii Crash Bandicoot, wyprodukowana przez firmę Naughty Dog i wydana przez Sony Computer Entertainment w grudniu 1997 roku.

## Rozgrywka
Centrum świata drugiej części Crasha stanowi wieża podzielona na piętra, czyli (ang. warp rooms). W każdym z nich znajdują się portale, przenoszące gracza do plansz umiejscowionych w różnych zakątkach świata. Aby ukończyć grę, należy zebrać wszystkie różowe kryształy. Jest ich w sumie 25 – po jednym na każdy poziom.

## Dubbing w wersji angielskiej
- Brendan O’Brien – Crash Bandicoot / Aku Aku / Dr. Nitrus Brio / Dr. N. Gin / Tiny Tiger / Komodo Moe
- Vicki Winters – Coco Bandicoot
- Clancy Brown – Dr. Neo Cortex